# Liga Nacional de Samoa 2020
La Liga Nacional de Samoa 2020 fue la edición número 30 de la Liga Nacional de Samoa.

## Participantes
- Fa'atoia United
- Kiwi FC
- Lepea FC
- Lupe ole Soaga
- Moata'a FC
- Moaula United FC
- Sogi SC
- Togafuafua FC
- Vaipuna SC
- Vaitele Uta SC
- Vaiusu SC
- Vaivase-Tai

## Tabla General
Actualizado el 9 de Noviembre de 2020
| Pos. | Equipo            | PJ. | PG. | PE. | PP. | GF. | GC. | DG. | Pts. | Clasificación a                      |
| ---- | ----------------- | --- | --- | --- | --- | --- | --- | --- | ---- | ------------------------------------ |
| 1    | Lupe ole Soaga SC | 11  | 11  | 0   | 0   | 67  | 5   | +62 | 33   | Final Top 8 y Liga de Campeones 2021 |
| 2    | Vaipuna SC        | 11  | 8   | 2   | 1   | 50  | 12  | +38 | 26   | Final Top 8                          |
| 3    | Vaitele Uta SC    | 11  | 8   | 1   | 2   | 45  | 17  | +28 | 25   | Final Top 8                          |
| 4    | Vaivase-Tai FC    | 11  | 7   | 3   | 1   | 32  | 10  | +22 | 24   | Final Top 8                          |
| 5    | Sogi SC           | 11  | 6   | 2   | 3   | 35  | 19  | +16 | 20   | Final Top 8                          |
| 6    | Kiwi FC           | 11  | 5   | 2   | 4   | 23  | 20  | +3  | 17   | Final Top 8                          |
| 7    | Fa'atoia United   | 11  | 3   | 2   | 6   | 22  | 38  | -16 | 11   | Final Top 8                          |
| 8    | Togafuafua FC     | 11  | 3   | 1   | 7   | 16  | 43  | -27 | 10   | Final Top 8                          |
| 9    | Vaiusu SC         | 11  | 2   | 2   | 7   | 17  | 28  | -11 | 8    |                                      |
| 10   | Moata'a FC        | 11  | 2   | 1   | 8   | 15  | 55  | -40 | 7    |                                      |
| 11   | Lepea FC          | 11  | 1   | 1   | 8   | 10  | 42  | -32 | 4    | Descenso a Primera División 2021     |
| 12   | Moaula United FC  | 11  | 1   | 1   | 9   | 11  | 53  | -42 | 4    | Descenso a Primera División 2021     |

## Final Top 8

### Cuartos de final
| Local             | Resultado      | Visita          | Fecha  | Hora  |
| ----------------- | -------------- | --------------- | ------ | ----- |
| Lupe ole Soaga SC | 14 - 1         | Togafuafua FC   | 16 Nov | 21:10 |
| Vaipuna SC        | 4 - 2          | Fa'atoia United | 16 Nov | 23:10 |
| Vaitele Uta SC    | 1 - 0          | Kiwi FC         | 17 Nov | 21:10 |
| Vaivase-Tai FC    | 2 - 2 (4-5 p.) | Sogi SC         | 17 Nov | 23:10 |

### Semifinales
| Local             | Resultado        | Visita         | Fecha  | Hora  |
| ----------------- | ---------------- | -------------- | ------ | ----- |
| Lupe ole Soaga SC | 5 - 0            | Sogi SC        | 21 Nov | 15:00 |
| Vaipuna SC        | 1 - 1 (11-10 p.) | Vaitele Uta SC | 21 Nov | 17:00 |

### Juego por el 3er lugar
| Local          | Resultado | Visita  | Fecha  | Hora  |
| -------------- | --------- | ------- | ------ | ----- |
| Vaitele Uta SC | 3 - 2     | Sogi SC | 28 Nov | 13:10 |

### Final
| Local                 | Resultado | Visita     | Fecha  | Hora  |
| --------------------- | --------- | ---------- | ------ | ----- |
| Lupe ole Soaga SC (C) | 8 - 2     | Vaipuna SC | 28 Nov | 15:10 |

| Bandera de Samoa                       |
| Campeón Lupe ole Soaga SC 6°.to título |